# شعبه العصبة (حبيش)

تعديل مصدري - تعديل

شعبه العصبة محلة تابعة لقرية بركة، التابعة لعزلة بني معين بمديرية حبيش إحدى مديريات محافظة إب في الجمهورية اليمنية، بلغ تعداد سكانها 39 حسب تعداد اليمن لعام 2004.